# Area archeologica di Sovana

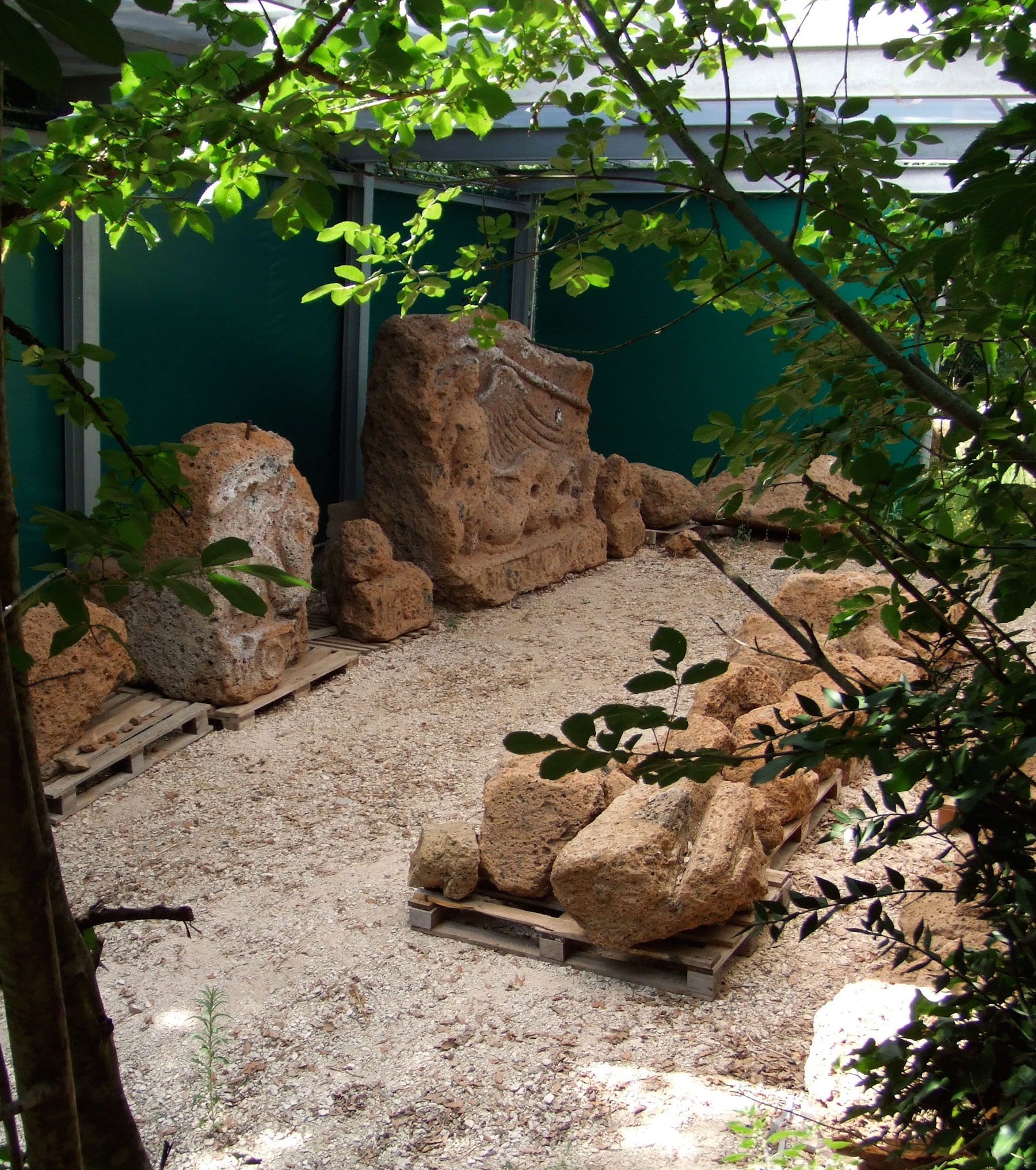
Chantier des fouilles.

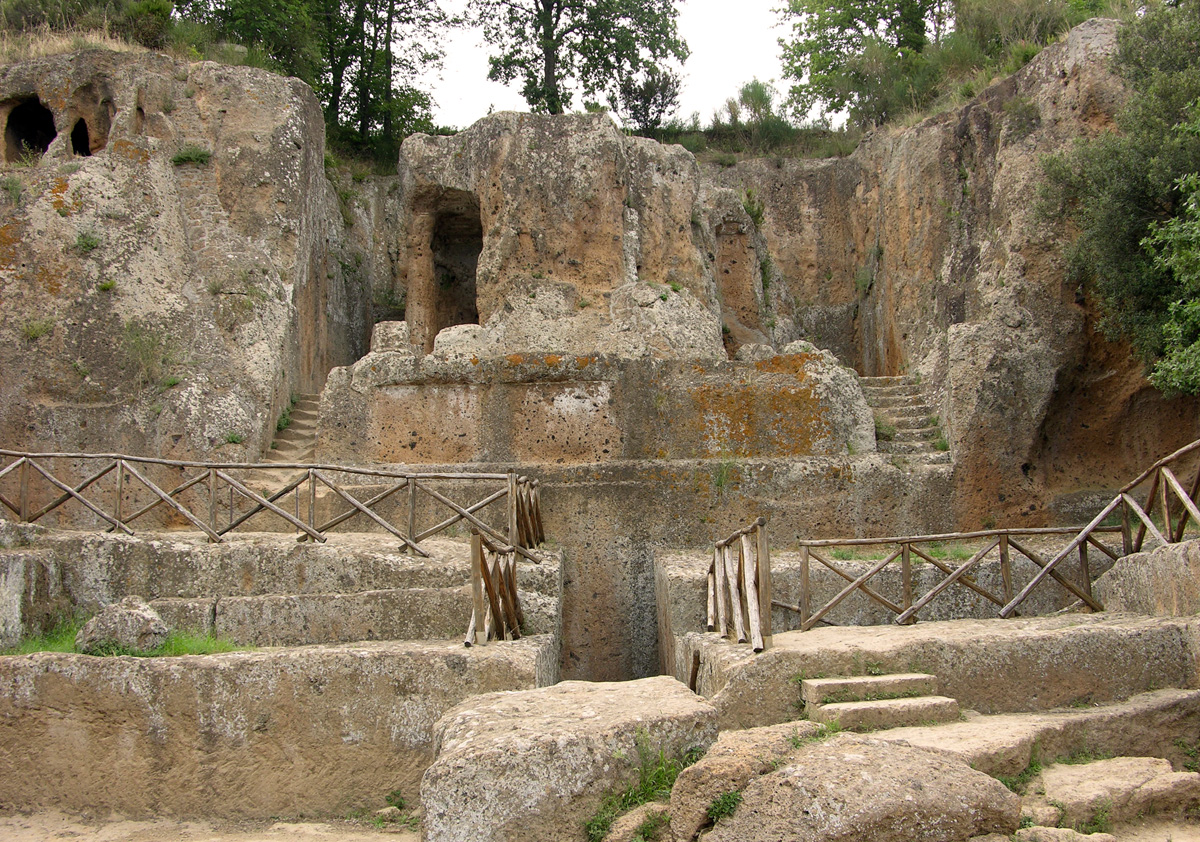
La Tomba Ildebranda.

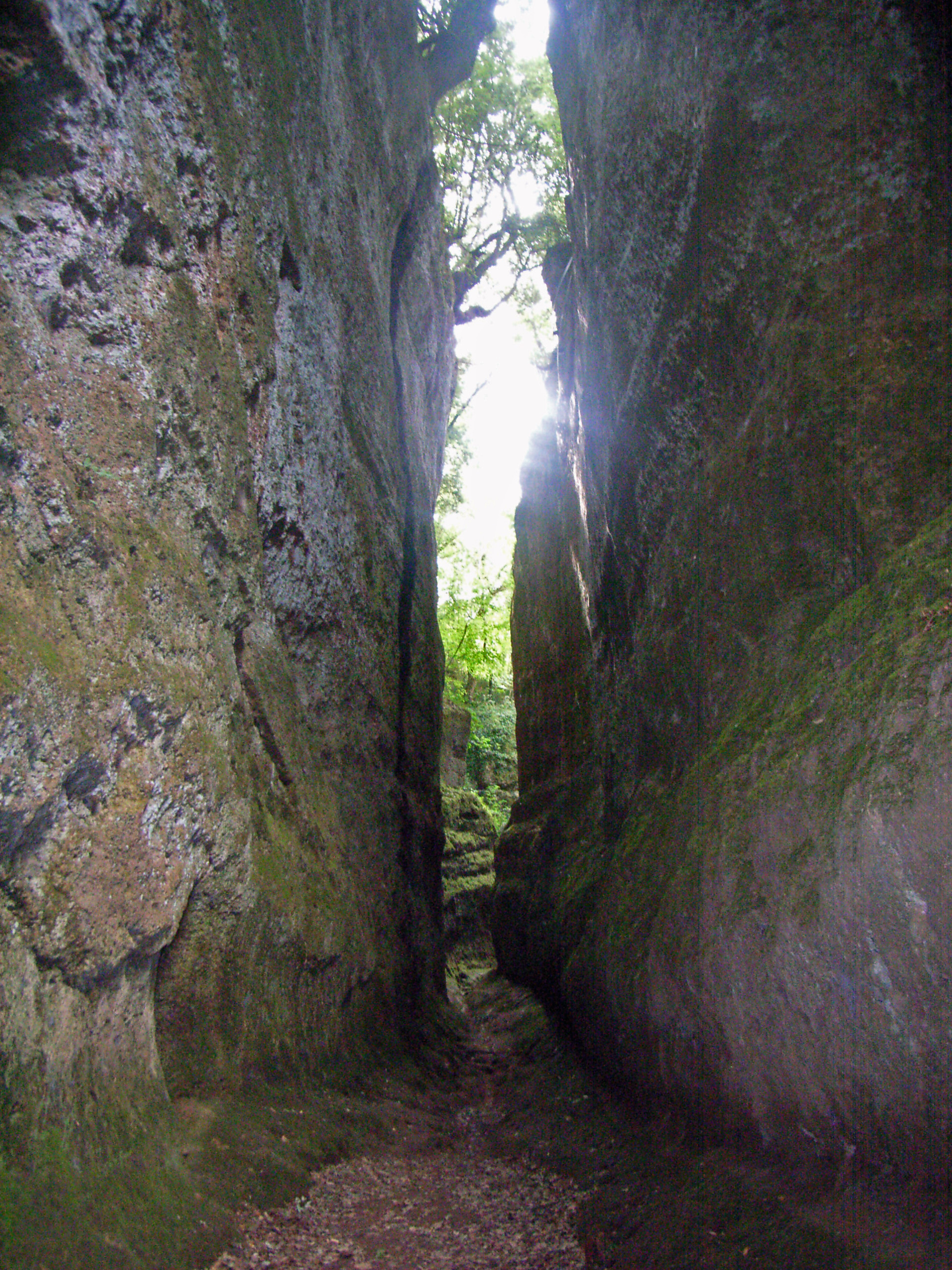
Une Via Cava.

L'Area Archeologica di Sovana  est un site archéologique étrusque près de la ville de Sovana, dans la province de Grosseto, dans le sud de la  Toscane. 

## Histoire
Ce site, découvert au XIXe siècle, comporte plusieurs tombes monumentales taillées directement dans le tuf des collines  de la zone dite Area del Tufo. Des Vie cave caractéristiques lient les différents tombes du site.
Plusieurs des tombes portent des noms liées aux éléments que les découvreurs ont cru reconnaître dans les reliefs très érodés :
- la monumentale Tomba Ildebranda, la plus grande (initialement nommé Tomba Pola par Dennis) (Poggio Felceto),
- la Tomba del Tifone (Poggio Stanziale),
- la Tomba del Sileno,
- la Tomba Pisa
- la Grotta Pola (Poggio Prisca)
- La Tomba della Sirena (initialement nommé Tomba della Fonte par Dennis), située plus loin que les précédentes regroupées sur un même versant (Poggio di Sopra Ripa).

Elles furent découvertes par le Britannique George Dennis lors de son « voyage en Étrurie » en 1843 et dont les écrits sont consignés dans son livre Cities and cemiteries of Etruria vol I.